# The Right Temptation – Mörderische Versuchung
The Right Temptation – Mörderische Versuchung (engl. The Right Temptation) ist ein US-amerikanischer Thriller von Regisseur Lyndon Chubbuck aus dem Jahr 2000.

## Handlung
Die Polizistin Derian McCall ermittelt verdeckt, bis ihr Einsatz auffliegt. Sie kündigt und findet eine neue Arbeit als Privatermittlerin. Sie soll im Auftrag von Anthea Farrow-Smith den der Untreue verdächtigten Ehemann Michael beobachten.
Anthea bedrängt Derian, diese sollte mit Michael flirten, um seine Treue zu testen. Michael und Derian beginnen eine Affäre. Später zeigt sich, dass Derian als Sündenbock missbraucht werden sollte, damit der in illegale Transaktionen verwickelte Michael fliehen kann.

## Kritiken
Das Lexikon des internationalen Films schrieb, der Film sei ein "Pseudo-Thriller", der seine Spannung im "verschachtelten Plot" verliere. Er sei "verworren", "oberflächlich", "durchschnittlich inszeniert" und könne nicht überzeugen.
Prisma schrieb, der Thriller sei "etwas vorhersehbar".
Evan Gatehouse lobte im "Apollo Guide" die Schauspieler, vor allem Rebecca De Mornay, weniger Kiefer Sutherland. Die Kameraarbeit sei "nett". Der Film wirke wie ein Film noir der 1950er Jahre.

## Dies und Das
Die Drehorte des Streifens befanden sich in Utah.